# الانتخابات الرئاسية الأرمنية 2018
أجريت انتخابات رئاسية في أرمينيا في 2 مارس 2018.كانت هذه هي المرة الأولى في تاريخ أرمينيا عندما تم انتخاب الرئيس من قبل الجمعية الوطنية بدلا من التصويت الشعبي. وكانت النتيجة الأخرى للاستفتاء أن الرئيس المنتخب حديثا سيؤدي دورًا احتفاليًا حيث ينتقل البلد حاليًا من نظام شبه رئاسي إلى جمهورية برلمانية . [3] تم حظر الرئيس الحالي سيرج سركسيان من قبل دستور أرمينيا من الترشح لولاية ثالثة على التوالي. [4] قام ارمين سركيسيان بالتزعم دون أي مرشح آخر . فاز بالانتخابات بسهولة في الجولة الأولى بأغلبية 90 صوتًا انتخابيًا

## اهلية
وفقا للدستور المعدل ، فإن كل من بلغ سن الأربعين و يحمل الجنسية الأرمنية فقط ويقيم في أرمينيا بشكل دائم خلال السنوات الست السابقة للأنتخابات و له حق الاقتراع و يتحدث اللغة الأرمينية يمكنه ان يترشح كرئيس للجمهورية.